# Jujubinus ruscurianus
Jujubinus ruscurianus is een slakkensoort uit de familie van de Trochidae. De wetenschappelijke naam van de soort is voor het eerst geldig gepubliceerd in 1868 door Weinkauff.